# Чадиковский, Драган
Дра́ган Чадико́вский (макед. Драган Чадиковски; род. 13 января 1982, Белград) — бывший македонский футболист, нападающий.

## Карьера
Демонстрировал результативный футбол, играя за словенский «Целе». Затем побывал на просмотре в «Боруссии» из города Мёнхенгладбах, но подписывать контракт на стал.
Перешёл в «Зенит» в конце 2004 года. Дебютировал 9 марта в кубковом матче с «Кубанью» (0:0), выйдя на замену на 46-й минуте вместо Лукаша Гартига. Будучи склонен атаковать из глубины, имел в команде конкурента в лице Андрея Аршавина, поэтому сидел на скамейке запасных.
В конце сезона-2005 во встрече, выигранной «Зенитом» со счётом 4:2, забил гол в ворота «Ростова». В начале сезона-2006 принял участие в кубковом матче против «Терека».
19 мая Чадиковский был выставлен на трансфер. 8 августа перешёл на правах аренды сроком на один год в свой прежний клуб «Целе».